# Liste von Sakralbauten im Saarpfalz-Kreis
Die Liste von Sakralbauten im Saarpfalz-Kreis listet alle Kirchen, Kapellen und sonstigen Sakralbauten im südostsaarländischen Saarpfalz-Kreis auf.
Das Gebiet des heutigen Saarpfalz-Kreis gehörte im Gegensatz zum Rest des heutigen Saarlandes historisch überwiegend zum Königreich Bayern, was sich bis heute in der Kirchenzugehörigkeit niederschlägt. Aus diesem Grund gehören die katholischen Kirchengemeinden hier zum Bistum Speyer und die Evangelischen Kirchengemeinden zur Protestantischen Landeskirche der Pfalz. Dementsprechend ist die Bezeichnung „Evangelische Kirche“ hier eher unüblich; stattdessen wird der Ausdruck „Protestantische Kirche“ synonym verwendet. Eine Ausnahme bildet hierbei der Ort Rentrisch, der erst mit der Gebietsreform 1974 der Stadt St. Ingbert und damit dem Saarpfalzkreis angegliedert wurde und dadurch katholischerseits zum Bistum Trier bzw. evangelischerseits zur Landeskirche im Rheinland gehört.
Darüber hinaus unterscheidet sich der Saarpfalz-Kreis von den anderen saarländischen Landkreis dadurch, dass beide großen Konfessionen relativ gleichstark vertreten sind und daher in vielen Dörfern zwei Kirchen existieren.

## Liste
| Bild | Inneres | Name                                      | Kon- fession               | Gemeinde/Ortsteil                            | Bauzeit                  | Anmerkungen / Baustil |
| ---- | ------- | ----------------------------------------- | -------------------------- | -------------------------------------------- | ------------------------ | --- |
|      |         | St. Michael                               | röm.-kath.                 | Homburg (Standort)                           | 1841                     | Neuromanische Saalkirche |
|      |         | St. Fronleichnam                          | röm.-kath.                 | Homburg (Standort)                           | 1964                     | Rundbau aus Beton |
|      |         | Protestantische Stadtkirche               | ev.                        | Homburg (Standort)                           | 1874                     | Neugotisches Kirchengebäude mit barockem Turm von 1785 |
|      |         | Klinikkirche                              | simultan                   | Homburg (Standort)                           | 1909                     | Neoromanisches Kirchengebäude; seit jeher als Simultankirche auf dem Gelände der Uniklinik Homburg genutzt                                                                                       |
|      |         | Neuapostolische Kirche                    | neuap.                     | Homburg (Standort)                           | 1982                     | |
|      |         | St. Andreas                               | röm.-kath.                 | Homburg/Erbach (Standort)                    | 1906                     | Neugotisches Kirchengebäude Architekt: Wilhelm Schulte I. |
|      |         | Maria vom Frieden                         | röm.-kath.                 | Homburg/Erbach (Standort)                    | 1956                     | |
|      |         | Martin-Luther-Kirche                      | ev.                        | Homburg/Erbach (Standort)                    | 1931                     | |
|      |         | Auferstehungskirche                       | röm.-kath.                 | Homburg/Reiskirchen (Standort)               | 1977                     | Filialkirche von St. Andreas Erbach |
|      |         | St. Josef                                 | röm.-kath.                 | Homburg/Jägersburg (Standort)                | 1955                     | |
|      |         | Adventskirche                             | ev.                        | Homburg/Jägersburg (Standort)                | 1956                     | |
|      |         | Maria Hilf                                | röm.-kath.                 | Homburg/Bruchhof-Sanddorf (Standort)         | 1931                     | |
|      |         | Christuskirche                            | ev.                        | Homburg/Bruchhof-Sanddorf (Standort)         | 1928                     | Ein größerer Umbau des Innenraumes wurde 2015 abgeschlossen. |
|      |         | Mariä Himmelfahrt                         | röm.-kath.                 | Homburg/Kirrberg (Standort)                  | 1898/ 1955               | 1955 große Erweiterung der im Kern neugotischen Kirche |
|      |         | St. Remigius                              | röm.-kath.                 | Homburg/Beeden (Standort)                    | 1955                     | Filialkirche von Maria vom Frieden Erbach |
|      |         | Friedenskirche                            | ev.                        | Homburg/Beeden (Standort)                    | 1935                     | Walcker-Orgel aus dem Jahr 1935 |
|      |         | Mariä Geburt                              | röm.-kath.                 | Homburg/Schwarzenacker (Standort)            | 1962                     | Ungewöhnlicher pyramidenförmiger Kirchturm; Filialkirche von St. Fronleichnam in Homburg |
|      |         | Christuskirche                            | ev.                        | Homburg/Schwarzenacker (Standort)            | 1960                     | Rensch-Orgel von 1989 |
|      |         | Apostelkirche                             | ev.                        | Homburg/Einöd (Standort)                     | 1753/ 1868               | Kirchturm von 1868; Koenig-Orgel von 1985 |
|      |         | Freikirche der Siebenten-Tags-Adventisten | Siebenten-Tags-Adventisten | Homburg/Einöd (Standort)                     | ~ 1970                   | |
|      |         | St. Martin                                | röm.-kath.                 | Bexbach (Standort)                           | 1881                     | Neoromanische Stadtpfarrkirche |
|      |         | Protestantische Kirche                    | ev.                        | Bexbach (Standort)                           | 1889                     | Voit-Orgel aus dem Jahr 1892 |
|      |         | St. Barbara                               | röm.-kath.                 | Bexbach/Oberbexbach (Standort)               | 1934                     | |
|      |         | Christuskirche                            | ev.                        | Bexbach/Oberbexbach (Standort)               | 1959                     | |
|      |         | Jakobuskirche                             | ev.                        | Bexbach/Niederbexbach (Standort)             | 1909                     | Neugotisches Kirchengebäude; Turm aus dem 14. Jh. |
|      |         | Protestantische Kirche                    | ev.                        | Bexbach/Kleinottweiler (Standort)            | 1952/ 1962/ 1966         | 1962 Bau des Kirchturms; 1966 Erweiterung der Kirche |
|      |         | St. Josef                                 | röm.-kath.                 | Bexbach/Frankenholz (Standort)               | 1927                     | |
|      |         | Martin-Niemöller-Kirche                   | ev.                        | Bexbach/Frankenholz (Standort)               | 1991                     | |
|      |         | Mariä Geburt                              | röm.-kath.                 | Bexbach/Höchen (Standort)                    | 1801/ 1866/ 1969         | 1866 und 1969 Erweiterungen der Kirche; ungewöhnlich ist die um einen Pfeiler zwischen altem und neuem Teil herum gebaute Mayer-Orgel von 1969                                                   |
|      |         | Protestantische Kirche                    | ev.                        | Bexbach/Höchen (Standort)                    | 1902/ 1910/ 1922         | Turm aus dem Jahr 1910; Chorraum aus dem Jahr 1922 |
|      |         | Schlosskirche St. Anna und St. Philipp    | röm.-kath.                 | Blieskastel (Standort)                       | 1778                     | Spätbarocke Saalkirche und Pfarrkirche der Stadt. |
|      |         | Klosterkirche Schmerzhafte Mutter         | röm.-kath.                 | Blieskastel (Standort)                       | 1929                     | Ursprünglich Kapuzinerkloster; seit 2005 Kloster der Franziskaner-Minoriten |
|      |         | Heilig-Kreuz-Kapelle                      | röm.-kath.                 | Blieskastel (Standort)                       | 1683                     | Barocke Wallfahrtskapelle auf dem Gelände des Klosters |
|      |         | Protestantische Kirche                    | ev.                        | Blieskastel (Standort)                       | 1912                     | Neubarockes Kirchengebäude |
|      |         | St. Mauritius                             | röm.-kath.                 | Blieskastel/Lautzkirchen (Standort)          | 1960                     | Architekt: Wilhelm Schulte II. |
|      |         | Martin-Luther-Kirche                      | ev.                        | Blieskastel/Webenheim (Standort)             | 1867                     | Neugotische Saalkirche |
|      |         | Christuskirche                            | ev.                        | Blieskastel/Mimbach (Standort)               | 1769                     | Barocke Saalkirche; Walcker-Orgel von 1860 |
|      |         | Herz Jesu                                 | röm.-kath.                 | Blieskastel/Bierbach (Standort)              | 1961                     | Architekt: Wilhelm Schulte II. |
|      |         | Protestantische Kirche                    | ev.                        | Blieskastel/Bierbach (Standort)              | 1910                     | Neubarocke Saalkirche |
|      |         | St. Hubertus                              | röm.-kath.                 | Blieskastel/Niederwürzbach (Standort)        | 1881                     | Neugotische Saalkirche |
|      |         | Heiliggeistkirche                         | ev.                        | Blieskastel/Niederwürzbach (Standort)        | 1742/ 1952               | Ursprünglich katholische Hubertuskapelle; nach dem Bau der neuen Pfarrkirche umgenutzt und teilweise umgebaut. Seit 1952 protestantisch.                                                         |
|      |         | Herz Mariä                                | röm.-kath.                 | Blieskastel/Alschbach (Standort)             | 1955                     | Architekt: Wilhelm Schulte II. |
|      |         | Mariä Himmelfahrt                         | röm.-kath.                 | Blieskastel/Aßweiler (Standort)              | 1953                     | Architekt: Wilhelm Schulte II. |
|      |         | St. Anna                                  | röm.-kath.                 | Blieskastel/Biesingen (Standort)             | 1905                     | Neugotisches Kirchengebäude; Steinmeyer-Orgel von 1913 |
|      |         | St. Josef                                 | röm.-kath.                 | Blieskastel/Ballweiler (Standort)            | 1905                     | Neubarockes Kirchengebäude |
|      |         | St. Barbara                               | röm.-kath.                 | Blieskastel/Blickweiler (Standort)           | 1733/ 1928               | Kirchturm aus dem 12./13. Jh.; 1928 Erweiterung der Kirche durch Drehung der Achse um 90° |
|      |         | Protestantische Kirche                    | ev.                        | Blieskastel/Breitfurt (Standort)             | 1724/ 1822               | |
|      |         | Protestantische Kirche                    | ev.                        | Blieskastel/Wolfersheim (Standort)           | 1754/ 1857               | Gustav Schlimbach-Orgel von 1857 |
|      |         | Stephanuskirche                           | ev.                        | Blieskastel/Böckweiler (Standort)            | 11. Jahrhundert/ um 1149 | Romanische Klosterkirche; ursprünglich ein Benediktiner-Priorat der Abtei Hornbach; eine der ältesten Kirchengebäude des Saarlandes                                                              |
|      |         | St. Andreas                               | röm.-kath.                 | Blieskastel/Altheim (Standort)               | 1763/ 1949               | Gotischer Turm aus dem Jahr 1390 |
|      |         | Sieben Schmerzen Mariä                    | röm.-kath.                 | Blieskastel/Pinningen (Standort)             | 1951                     | |
|      |         | Protestantische Kirche                    | ev.                        | Blieskastel/Brenschelbach (Standort)         | 1929                     | Neubarocke Saalkirche; Kirchturm aus dem 13./14. Jh. |
|      |         | St. Alban                                 | röm.-kath.                 | Gersheim (Standort)                          | 1846                     | |
|      |         | St. Markus                                | röm.-kath.                 | Gersheim/Reinheim (Standort)                 | 1791                     | Romanischer Kirchturm um 1000 |
|      |         | St. Nikolaus von Flüe                     | röm.-kath.                 | Gersheim/Niedergailbach (Standort)           | 1953                     | |
|      |         | St. Martin                                | röm.-kath.                 | Gersheim/Medelsheim (Standort)               | 1776/ 1949               | Wiederaufbau nach einem verheerenden Kirchenbrand und dem Zweiten Weltkrieg |
|      |         | St. Konrad und Mariä Himmelfahrt          | röm.-kath.                 | Gersheim/Utweiler (Standort)                 | 1934                     | Filialkirche von St. Martin Medelsheim |
|      |         | St. Pirminius                             | röm.-kath.                 | Gersheim/Walsheim (Standort)                 | 1856/ 1949               | Saalkirche; Wiederaufbau nach dem Zweiten Weltkrieg |
|      |         | Protestantische Kirche                    | ev.                        | Gersheim/Walsheim (Standort)                 | 12. Jh./ 1750            | Saalkirche |
|      |         | St. Mauritius                             | röm.-kath.                 | Gersheim/Rubenheim (Standort)                | 1786/ 1895/ 1960         | Saalkirche; 1960 Wiederaufbau nach dem Zweiten Weltkrieg |
|      |         | St. Barbara                               | röm.-kath.                 | Gersheim/Herbitzheim (Standort)              | 1974                     | Kirchengebäude im Stil des Brutalismus; Filialkirche von St. Mauritius Rubenheim |
|      |         | St. Wendelinus                            | röm.-kath.                 | Gersheim/Bliesdalheim (Standort)             | 1802/ 1923               | Saalkirche |
|      |         | Protestantische Kirche                    | ev.                        | Gersheim/Bliesdalheim (Standort)             | 1927                     | Saalkirche; Kirchturm aus dem Jahr 1907 |
|      |         | St. Joseph                                | röm.-kath.                 | Kirkel/Kirkel-Neuhäusel (Standort)           | 1964                     | |
|      |         | Friedenskirche                            | ev.                        | Kirkel/Kirkel-Neuhäusel (Standort)           | 1878                     | Neugotisches Kirchengebäude |
|      |         | Christkönig                               | röm.-kath.                 | Kirkel/Limbach (Standort)                    | 1933                     | Achteckiges Kirchengebäude |
|      |         | Elisabethkirche                           | ev.                        | Kirkel/Limbach (Standort)                    | 1725/ 1771/ 1964         | 1964 Wiederaufbau nach dem Zweiten Weltkrieg, Kirchturm von 1580 |
|      |         | Martinskirche                             | ev.                        | Kirkel/Altstadt (Standort)                   | 1962                     | |
|      |         | St. Mauritius                             | röm.-kath.                 | Mandelbachtal/Ormesheim (Standort)           | 1932                     | |
|      |         | Kreuzkirche                               | ev.                        | Mandelbachtal/Ormesheim (Standort)           | 1989                     | Klais-Orgel von 1995 |
|      |         | Mariä Heimsuchung                         | röm.-kath.                 | Mandelbachtal/Ommersheim (Standort)          | 1829/ 1967               | Klassizistische Saalkirche; 1967 Erweiterung der Kirche durch Drehung der Achse um 90°; Stumm-Orgel von 1838                                                                                     |
|      |         | St. Josef                                 | röm.-kath.                 | Mandelbachtal/Heckendalheim (Standort)       | 1932                     | |
|      |         | St. Mauritius                             | röm.-kath.                 | Mandelbachtal/Erfweiler-Ehlingen (Standort)  | 1905                     | Neugotische Saalkirche; zwei Kirchtürme: Ein romanischer Rundturm (12. Jh.) an der Seite und ein 1955 erbauter Glockenturm über dem Hauptportal; Konrad Mühleisen-Orgel von 1999                 |
|      |         | St. Remigius                              | röm.-kath.                 | Mandelbachtal/Wittersheim (Standort)         | 1950                     | Ein Teil des Kirchturms stammt noch aus dem 13. Jh. |
|      |         | St. Margaretha                            | röm.-kath.                 | Mandelbachtal/Bebelsheim (Standort)          | 1737                     | Barocke Saalkirche; romanischer Kirchturm aus dem 13. Jh. |
|      |         | St. Martin                                | röm.-kath.                 | Mandelbachtal/Habkirchen (Standort)          | 1768                     | Barocke Saalkirche; romanischer Kirchturm aus dem 12. Jh. (Wiederaufbau nach dem Zweiten Weltkrieg)                                                                                              |
|      |         | St. Paulus                                | röm.-kath.                 | Mandelbachtal/Bliesmengen-Bolchen (Standort) | 1965                     | Der runde Kirchturm ist eine Reminiszenz an die vielen romanischen Wehrtürme, die in den umliegenden Dörfern als Kirchturm fungieren. Architekt: Wilhelm Schulte II. u. sein Sohn Hubert Schulte |
|      |         | St. Petrus in Ketten                      | röm.-kath.                 | Mandelbachtal/Bliesmengen-Bolchen (Standort) | 1742/ 1948/ 1971         | Ehemalige Pfarrkirche des Ortes. Seit dem Bau der neuen Pfarrkirche St. Paulus als Kapelle genutzt.                                                                                              |
|      |         | Kloster Gräfinthal                        | röm.-kath.                 | Mandelbachtal/Gräfinthal (Standort)          | 1719/ 1809/ 1948         | Ursprünglich Wilhelmitenkloster, heute Olivetanerkonvent; die Klosterkirche ist verfallen und nur ihr ehemaliger Chorraum als Kapelle erhalten worden.                                           |
|      |         | St. Josef                                 | röm.-kath.                 | St. Ingbert (Standort)                       | 1893                     | Neugotische Stadtpfarrkirche; Späth-Orgel von 1933 (mit älteren Teilen von Voit) |
|      |         | St. Engelbert                             | röm.-kath.                 | St. Ingbert (Standort)                       | 1755                     | Alte Stadtpfarrkirche (heute Filialkirche von St. Josef); barocker Saalbau; Gustav-Schlimbach-Orgel von 1874                                                                                     |
|      |         | St. Hildegard                             | röm.-kath.                 | St. Ingbert (Standort)                       | 1929                     | Expressionistisches Kirchengebäude (Architekt: Albert Boßlet); große viermanualige Späth-Orgel von 1934                                                                                          |
|      |         | St. Franziskus                            | röm.-kath.                 | St. Ingbert (Standort)                       | 1907/ 1966               | Ursprünglich Franziskanerklosterkirche; 1966 Erweiterung durch Drehung der Achse um 90° |
|      |         | St. Konrad                                | röm.-kath.                 | St. Ingbert (Standort)                       | 1957                     | |
|      |         | Herz Mariä                                | röm.-kath.                 | St. Ingbert (Standort)                       | 1957                     | |
|      |         | St. Michael                               | röm.-kath.                 | St. Ingbert (Standort)                       | 1967                     | Kirchturm im Stil des Brutalismus; achteckiges Kirchengebäude mit gefaltetem Kirchendach |
|      |         | St. Pirminius                             | röm.-kath.                 | St. Ingbert (Standort)                       | 1952                     | Kirche profaniert und zum Kindergarten umgebaut. |
|      |         | Martin-Luther-Kirche                      | ev.                        | St. Ingbert (Standort)                       | 1859                     | Hier stand bis 1933 die einzige Friedrich-Ladegast-Orgel im Saarland! |
|      |         | Christuskirche                            | ev.                        | St. Ingbert (Standort)                       | 1971/ 1994               | 1994 umfassende Erweiterung und Umgestaltung der Kirche |
|      |         | Neuapostolische Kirche                    | neuap.                     | St. Ingbert (Standort)                       | ????                     | |
|      |         | St. Johannes                              | röm.-kath.                 | St. Ingbert/Rohrbach (Standort)              | 1895                     | Neuromanische Saalkirche |
|      |         | St. Konrad                                | röm.-kath.                 | St. Ingbert/Rohrbach (Standort)              | 1958                     | |
|      |         | Christuskirche                            | ev.                        | St. Ingbert/Rohrbach (Standort)              | 1937                     | |
|      |         | Herz Jesu                                 | röm.-kath.                 | St. Ingbert/Hassel (Standort)                | 1929                     | Architekt: Wilhelm Schulte II. und Hubert Groß |
|      |         | Protestantische Kirche                    | ev.                        | St. Ingbert/Hassel (Standort)                | 1908                     | Jugendstil Kirchengebäude |
|      |         | Herz Jesu                                 | röm.-kath.                 | St. Ingbert/Oberwürzbach (Standort)          | 1923/ 1951               | 1951 enorme Erweiterung der Kirche durch Drehung der Achse um 90° Architekt: Wilhelm Schulte II. und Forster                                                                                     |
|      |         | St. Chrodegang                            | röm.-kath.                 | St. Ingbert/Reichenbrunn (Standort)          | 1966                     | Filialkirche von Herz Jesu Oberwürzbach; Walcker-Orgel aus dem Jahr 1906 |
|      |         | Heilige Familie                           | röm.-kath.                 | St. Ingbert/Rentrisch (Standort)             | 1936                     | Die Pfarrkirche Heilige Familie Rentrisch gehört als einzige im gesamten Saarpfalz-Kreis zum Bistum Trier und nicht zum Bistum Speyer! Späth-Orgel von 1948!                                     |